# 北马圈子站
北马圈子站是一个京承线上的铁路车站，位于河北省承德市鹰手营子矿区北马圈子镇，建于1959年，目前为三等站，邮政编码为067201。目前客运：办理旅客乘降；行李、包裹托运；货运：办理整车、零担货物发到；。